# 윌리엄 카를로스 윌리엄스
윌리엄 카를로스 윌리엄스(영어: William Carlos Williams; 1883년 9월 17일~1963년 3월 4일)는 과장된 상징주의를 배제하고 평면적 관찰을 기본으로 한 ‘객관주의’의 시를 표방하며 작품을 쓴 미국의 시인이다. 그의 시세계는 투철한 현실 인식과 인간미로 해체된 세계에 시적 통일을 줬다고 평가받는다. 시집 《패터슨》, 《브뢰겔의 그림,기타》이 있다. 시집 《브뢰겔의 그림,기타》로 1963년 퓰리처 상을 받았다. 그 중에서도 5부작 《패터슨》은 특히 유명해 비근한 제재로 일상의 언어를 구사하여 장대한 서사시를 엮어냈다.

## 생애
윌리엄스는 뉴저지주의 러더포드에서 영국인 사업가 아버지와 푸에르토리코계(系)의 어머니 사이에서 태어났다. 외할머니는 Basque(바스크) 사람으로 마뜨니끄(Martnique) 출신이며, 외할아버지는 네덜란드 스페인 유태계(Dutch-Spanish-Jewish)의 후손이었다. 윌리엄스는 스페인어와 불어를 영어 만큼이나 잘했다. 그의 종교적 배경 또한 다양하다. 어머니는 Catholic으로 태어났고 아버지는 Episcopalian(감독제주의자)였으나 Unitarianism(유일교도)으로 돌아왔다
윌리엄스는 뉴욕의 Horace Mann High School의 학생이었을 때 시를 쓰기 시작했다. 펜실베이니아 대학교 의학부에서 공부하고 소아과 의사를 하면서 계속해 시를 썼다. 윌리엄즈는 1906년부터 1909년까지 뉴욕시에서 인턴 생활을 했으며, 환자들 틈에서 시를 썼다. 그는 1909년에 최초의 책 《시집(Poems)》을 발표했다. 그 다음에 그는 1909년에 소아과 질병을 연구하기 위해 라이프지히(Leipzig)에서 유학했으며, 그 후에는 고향인 러더포드로 돌아와서 의사로 개업하고 평생토록 거기에서 머무르며 시작(詩作)에 몰두하였다.
E.파운드 등과의 교유에서 사상주의의 영향을 받아 초기의 시집 《신 포도 (Sour Grape)》(1921) 《봄과 모든 것 (Spring and All)》(1923)으로 신선한 즉물적 시풍을 확립하였다. 1950년대에 비트 시인 앨런 긴즈버그(Allen Ginsberg)의 시집 <아우성과 기타 Howl and Other Poems>의 서문을 썼다. 시집 《브뢰겔의 그림,기타》로 1963년 퓰리처상을 받았다.
그는 시를 "관념이 아니라 사물 그 자체로(No ideas but in things)" 표현해야 한다고 하면서 사상주의(imagism) 운동을 심화시킨 객관주의(Objectivism)를 주창하였다. 이 밖에도 《자서전 Autobiography》(1951)과 소설 《흰 노새 White Mule》(1937) 《In the Money》(1940) 등과 평론이 있다.
그 뒤 시뿐만 아니라 단편소설과 희곡도 썼다. 단편소설 가운데 널리 읽히는 것은 의사 경험을 토대로 쓴 《폭력의 사용(The Use of Force)》이다. 뉴저지 주의 패터슨 시(Paterson)를 주제로 쓴 시들을 써 엮어 낸 5권의 시집이 미국 시문학사의 큰 업적으로 남아 있다.

## 작품세계
그는 아마도 안톤 체호프(Anton Chekhov)이래 의사라는 직업을 가지고 문학활동을 한 가장 중요한 문학가일 것이다. 그의 고집스러운 미국성에도 불구하고 그의 배경과 교육은 범세계적이다. 그는 1902년에 펜실바니아 대학 의학부에 특별시험으로 합격하였다. 그곳에서 그는 힐다 두리틀(Hilda Doolittle)과 에즈라 파운드라는 두 시인을 만났다. 파운드와의 교제는 영원한 영향을 끼쳐서 그는 자신의 삶을 파운드 이전과 파운드 이후로 나눌 수 있다고 말했을 정도이다.
윌리엄즈는 영국의 낭만적 방식으로 시를 썼기 때문에 《자서전》(Autobiography)에서 “키츠는 나의 신이었다. ‘엔디미온’(Endymion)이 정말로 나의 잠을 깨웠다”라고 말하고 있다. 파운드는 특히 스페인과 이태리의 낭만 문학을 연구하고 있었으며, 윌리엄즈에게도 자기와 똑같이 하라고 계속 강요했다. 윌리엄즈는 파운드에게 점점 더 비협조적으로 되었고, 그들이 평생토록 친구관계를 유지하기는 했지만, 서로 일치하지 않는다는 점을 깊이 인식하고 있었다.
1913년에 파운드의 주선으로 그의 두 번째 작품집 《기질》(The Tempsers)이 런던에서 출판되었다. 그러나 대단히 독창적인 그의 최초의 책은 《그것을 원하는 그에게》(Al Que Quiere! To Him Who Wants It)로 1917년에 보스턴에서 출판되었다. 이때는 윌리엄즈가 외국어로 제목을 정하던 때였다. 그는 이러한 습관을 곧 버렸다.
그 다음 몇 년 동안 그는 시뿐만 아니라 단편소설, 장편소설, 에세이, 자서전 등도 썼다. 1946년에 그는 오랫동안 품어왔던 의도를 실현시키기 시작했다. 즉 그는 《패터슨》(Paterson)제 1권을 발표함으로써 서사시를 쓰기 시작했다. 《패터슨》은 1948, 1949, 1951, 1958년에 제 2, 3, 4, 5권이 각각 출판되었고, 그가 죽을 때는 제 6권이 집필 중이었다.
윌리엄즈는 미국 구어에 토대를 두고 있는 시를 쓰기 시작했다. 그는 파운드와 엘리엇의 해외이주 및 미국국적 상실에 대해 반감을 가졌으며, 《황무지》(The Waste Land)의 출판은 “대단한 파멸”로서 그것은 그 재능에 의하여 지역적인 상태에서의 제 1차적 추진력, 즉 모든 예술의 기초적인 원칙의 재발견을 중단시켰다고 말했다. 그는 자신을 예술가로 소개하기를 거부하면서, 그 대신에 자신이 다른 사람들과 똑같다고 주장하고, 점잔빼는 일을 피하기 위해 속어를 사용하고, 자신이 섬세한 기술자로 생각되기 보다는 바보로 생각되기를 바랐다. 그는 세상사람들과 직접 이야기하는 것에 반대했다. 그래서 그는 《봄 그리고 모든 것(Spring and All)》에서 독자와 세상과의 직접적인 접촉에 대한 그의 의식 사이에는 ”끊임없는 장벽이 있다“고 말하고 있다. 그가 1920년대에 편집한 《접촉》(Contact)이라는 잡지에 쓴 선언서에서 그는 다음과 같이 말하고 있다.

나는 접촉이라는 것을 다음과 같은 의미로 생각한다. 삼단논법을 사용하지 않는 사람, 패러디를 사용하지 않는 사람, 스피노자의 윤리가 결여된 사람, 사물과 사물의 느낌만 갖고 있는 사람.  이 각도에서 볼 때 ‘접촉’은 ‘문화’의 대응물이 된다고 말할 수 있을 것이다. 그리고 윌리엄즈는 그에 의해 우리의 가장 저명한 네안데르탈인 중의 한 사람이 된다. 예술에 있어서의 개념에 대한 그의 증오는 결과적으로 공언되고, 그 과정에서 매우 정당하게 완전히 공평무사한, 형식상 완전한 공평무사함을 가져온다. 그러나 윌리엄즈는 그 원천으로 돌아가야 한다. 그리고 그 과정이 아름답다는 것은 부인할 수 없다.

이 접촉, 이 직접성과 순간적 종국성을 확보하기 위하여 새로운 시형이 고안되어야 한다. 그는 “행동의 장으로서의 시”(The Poem as a Field of Action)에서 “나는 시적 구조의 처음부터 끝까지 이르는 전체적인 변화를 제안한다. 적어도 극적인 시를 위해서 우리가 즉각 인식하는 것으로서의 약강 5보격은 사용하지 말아야 한다. 또 운율을 맞춘 4행연, 보통의 시연인 소네트에서의 소리의 착실한 연쇄는 사용하지 말아야 한다”고 말하고 있다.
윌리엄즈는 휘트먼(Walt Whitman)이 대담하기 때문에 칭찬하고 포우(Edgat Allen Poe)는 배경을 깨끗이 하기 때문에 칭찬한다. 윌리엄즈는 블레이크의 활기찬 힘과 같은 열정으로 “우리가 살고 있는 그 영원한 순간을 세련되게 하고, 명확하게 하고, 강화하기 위해서는 한 가지 힘, 즉 상상력만이 있다”고 말한다. 왜냐하면, “문학에서 유일한 리얼리즘은 상상력의 리얼리즘”이기 때문이다.
월리스 스티븐스(Wallace Stevens)는 윌리엄즈의 유명한 한 비평에서 그의 작품을 “반시적”(antipoetic)이라고 말했는데, 이 말은 만일 그의 시가 딱딱하고 암시적으로 여겨진다면 적절하다고 할 수 있다. 윌리엄즈는 시는 그 자체의 관용어를 가져야 한다. 시는 오관의 직접적인 정밀한 조사 하에 있는, 즉 코 밑에 있는 사물들을 다루어야 한다고 항상 강조한다. 그는 《“붉은 손수레”(The Red Wheelbarrow)》에서 위대한 주제를 무시하며 어떠한 사물이든 올바르게 보아지기만 한다면 그 나름대로의 독특한 특성을 과시할 수 있는 방법이 있다는 것을 보여준다. 그는 특별한 사물은 우리를 공간을 통해 회전해 가도록 하는 결말을 제공한다고 생각했다. 각 행은 그것을 완결하기 위해, 그 행이 또 다른 행을 필요로 하도록 하기 위해 미결정인 상태로 있고, 시편 전체는 모든 것이 붉은 손수레에 의존하고 있음을 보여준다. 이 시편에서 붉은 손수레가 하는 역할은 이 세상에서 소우주가 하는 역할과 같다.
다른 작가들의 간섭에서 벗어나면서 윌리엄즈는 “빛나는 요점”을 추구했다. 이것들은 그가 생각하는 바 파운드의 최고의 순간이나 마법의 순간과 그다지 다르지 않다. 그 순간에 도달하기 위해서는 부분적인 경험이나 모방적 경험 보다는 경험의 전체성이 있어야 한다. 엘리엇이 “슬퍼하는 소녀”(La Figlia Che Piange)를 쓴 것에 대응하여 그는 “귀부인의 초상”(Portrait of a Lady)을 썼는데 이는 엘리엇의 시가 “배출된 모든 것의 정확히 올바른 양 만큼 확증한다”고 느꼈기 때문이다. 반면에 윌리엄즈는 모든 것이 포함되도록 하기를 원한다. 그는 상징주의에 반대했지만, 세부사항이 상징적인 무게를 갖는 경우가 종종 있다.
비록 윌리엄즈가 미국인의 기질을 눈에 띠게 지니고 있으나, 선동가는 결코 아니다. 그는 “나는 모든 예술은 지방적인 것에서 시작하고 그것에서 시작해야 한다고 믿는다. 왜냐하면, 그래야만 오관이 그들의 재료(소재)를 발견할 수 있기 때문이다”라고 말한다. “우리 자신의 언어는 미국시를 독특하게 만들고, 계속 독특하게 만들 것의 시초”라고 그는 말한다. 이와 같은 침착함의 정화와 새로운 형태 및 활기차고 지방적인 언어에 대한 탐색은 윌리엄즈로 하여금 《패터슨》을 착상하도록 이끌었다. 이 작품에서 그 도시는 풍경 가운데 있는 거인이며 도시이고 사람이다. 이 작품은 특별한 것들을 시에 도입하기는 어렵다는 것에 관한 것으로 특별한 것들을 시에 도입하는 과정에서 현대 도시에서의 감정과 사상의 흐름에 방해가 암시된다. 《다리》(The Bridge)에서의 크레인(Hart Crane)과 마찬가지로 윌리엄즈도 황무지로부터 출발한다. 그 자신은 이 작품에 관하여 다음과 같이 말하고 있다.

내가 이 작품을 어떻게 끝내려 하는가에 관하여 나는 열심히 생각해야 했다. 웅장하면서 유일한 결론을 내리는 것은 충분치 않을 것이다. 왜냐하면 나는 내 주제에서 아무 것도 볼 수 없기 때문이다. 그것은 주제에 속하지 않았다. 바다나 비둘기의 비행이나 사랑의 종말과 인간의 운명의 굽이침에 관하여 아름다운 소네트를 씀으로써 멋지게 끝내는 것이 더 쉬웠을 것이다. 그 대신에 그 어린 소녀가 대도시의 가련한 세련에 궁극적으로 말려들게 된 후에, 그녀 자신 보다 더 패배당하고, 이해할 수 있고, 심지어는 사랑스럽기까지 할 때 우리는 드디어 바다에 오게 된다. 오디세이는 인간이 항상 그래야 하듯이 헤엄을 치고, 익사하지 않는다. 그는 대단히 능력이 있지만 그의 개를 동반하여 (캠덴을 향하여) 내륙으로 치고 들어가 다시 시작한다.

이러한 순환적인 결론은 조이스(James Joyce)의 《피네간의 경야》(Rinnegans Wake)의 결론과 유사하다. 그러나 이 작품은 여러 면에서 파운드의 《시편들》(Cantos)에 더욱 가깝다. 파운드의 《시편들》에서는 솔직함과 기교의 결합과 더불어 완전한 표현을 위하여 다른 종류의 문제가 도입된다. 파운드는 윌리엄즈가 뒤섞여져 있는 훌륭한 재료에 관심을 갖고 있는 반면에 자신은 완성된 생산물에 관심이 있다고 주장했다. 그러나 《시편들》에도 뒤섞여 있는 훌륭한 재료가 많이 있고, 윌리엄즈의 작품에도 완성된 생산품이 많이 있다.

### 시의 특징
윌리엄즈(윌리엄 카를로스 윌리엄스)가 말하기를 상상력은 “지상의 모든 것을 소멸시키고 세계를 새롭게 만드는 능력”(윌리엄스, 91)이라고 했다. 그는 그러한 상상력을 통해 “사물의 견고하고 독립적인 존재를 강조하고, 그 표면을 주의 깊고 정확하게 인식” 하고자 노력했던 것이다. 이런 의미에서 그의 시는 “자연의 단순한 복사가 아니라 상상력에 의해 창조된, 자연 속의 사물과 전혀 다른 새로운 사물” 이 된다. 그래서 그의 시는 유난히 다양한 해석을 가능케 한다. 매터슨(Stephen Matterson)의 말처럼 그의 시는 “독자로 하여금 자유롭게 구성하게 하고, 독자가 시의 결과의 주인이 되도록”(Matterson) 만든다. 본 고는 윌리엄즈의 시에 대한 다양한 해석과 접근 중에서 ‘관능성’(sexuality)에 초점을 맞춘다
윌리엄스 시의 특징은 철저히 일상적인 미국어를 써서 이념에 의하여 사물을 희석하거나 과장함이 없이 일상생활의 주변사물을 그대로 그려내는 것이다. 미국의 감수성을 미국적 화법과 영어의 리듬을 바탕으로 표현하려고 했기에 그의 시는 같은 시기의 모더니스트보다 오히려 이전의 프로스트, 휘트만의 시적 전통과 닿아있다. “관념이 아닌 사물로 말하라”(Say it, no ideas but in things)는 말은 윌리엄스 시의 모토이다. 다분히 사상주의적인 즉물시(卽物詩)를 고집한 그는 사상주의 시의 주창자인 파운드의 시론에는 동조하면서도 그의 시에 대해서는 결코 호감을 갖지 않았다. 그는 파운드나 T. S. 엘리엇의 시에서 볼 수 있는 국적도 지방성도 없는 시, 그리고 종교적, 사상적, 문화적 이데올로기에서 출발한 시를 배격했다. 그는 시에서 사물과의 직접적인 접촉(contact)을 강조했고 대상과 직대면하여 감각으로 면밀히 검증한 사물들을 다루었다.
윌리암스는 그의 시를 통하여 독자들에게 도덕이나 교훈 같은 것들을 가르치려고 했던 것이 아니라, 그의 시에 녹아있는 그의 눈을 통하여 독자들이 현실(The Real)의 아름다움을 보기를 원했었다. 우리는 'no ideas but in things (관념이 아니라 사물에서)'라는 표현에서처럼 그의 작품관을 어렵지 않게 추측할 수 있다. 사상주의(Imagism - 1912년경에 일어난 시의 풍조: 운율에 중요성을 두어 정확한 영상으로 표현의 명확성을 꾀함)의 영향을 받은 윌리암스는 이미지스트(사상주의 시인)의 여섯 가지 원칙을 충실히 반영하였다.
윌리엄즈는 난해한 실험파 시인으로 《기질》에서는 사상파의 기술을 사용했다. 그는 구어를 사용하여 일상생활을 솔직한 자유시로 읊었다. 그는 시에서 본질적인 것만을 캐려고 했다. 그의 것은 마치 한 토막씩 잘라 놓은 것 같은, 냉철하고 날카로운 시가 되었다. 그는 까다로운 사상파 시인이다. 그의 장편 서사시 《패터슨》의 명칭은 그의 고향에 붙인 이름인데, 윌리엄즈는 여기서 미국의 풍부한 일상생활을 미학의 결핍과 정서의 빈곤과 대조시키면서 묘사하고 있다.《패터슨》에서 한 격언을 설명하면서 윌리엄즈는 “사물 속에서가 아니라면 아무런 개념이 없다. 시인은 그가 다루고 있는 것의 문맥에서 발견될 수 있는 것 이상으로 자기 자신이 나아가는 것을 허용해서는 안된다. 시인은 자신의 시를 갖고 생각해야 한다.”라고 말하고 있다.

#### 이미지스트(사상주의 시인)의 여섯 가지 원칙
- 일상적 언어를 사용하되 반드시 정확하게 써야 한다. 모호하고 관습적인 언어는 배척한다.
- 새로운 감정은 새로운 리듬으로 표현해야 한다. 이미 있어온 리듬을 모방해서는 안된다. 그것은 이미 있어온 감정을 모방하는 것이기 때문이다. 우리는 자유시를 위하여 싸운다. 시인의 개성은 전통적인 형식보다 자유시로서 더 잘 표현될 것으로 생각한다. 시에서의 새로운 운율은 새로운 사상을 의미한다.
- 재재의 선택은 자유로워야 한다. 새로운 재제를 노래한 시가 반드시 새로운 예술은 아니다. 그 제재를 보는 눈이 새로워야 한다.
- 명확한 사상(이미지)을 주어야 한다. 시가 철저하게 개별성을 지향하여야 하며, 절대로 모호한 일반성을 다루는 것이 아님을 믿는다.
- 견고하고 명료한 시를 쓸 것. 모호하거나 불분명한 언급을 피할 것. 집중적 표현을 존중해야 한다.
- 마지막으로 '압축'이 시의 본질임을 잊지 말아야한다.

## 영향
윌리엄즈는 한 때 예이츠나 T. S. 엘리엇보다 많은 추종자들을 배출했었다. 그는 특히 미국에서 전후시(post-war poetry)의 중심에 위치하고 있다. 그의 영향을 받은 많은 젊은이들과 여인들은 금세기의 많은 다른 중요한 시인들을 소위 베를렌느(Verlaine)가 “문학”이라고 처리해버린 것의 제조자로 여겼다. 그들은 만일 이들 원로 시인들이 해방자로 생각된다면, 윌리엄즈는 그들로부터 시를 해방시켜야 한다고 생각했다. 이러한 생각에 윌리엄즈는 그의 추종자들과 같은 입장이었다. 그는 대부분의 글들이 잘못된 방향으로 나아가고 있다고 생각했으며, 설령 그것이 실수하는 때가 있기는 하더라도 자신의 노력만이 적어도 올바른 방향으로 나아가고 있다고 여겼다.
이러한 겸손과 단언의 혼합이, 예를 들면 “러시아 춤”(Danse Russe)같은 시에서도 발견된다. 이 작품에서 자신의 거울 앞에서 작가가 옷을 벗고 춤추는 것은 처음에는 그를 가소로운 인물로 특징짓지만 나중에는 “우리 가정의 행복한 천재”로 특징짓는다. 물론 윌리엄즈 자신은 옷을 벗은 상태에 대해 편견을 갖고 있지 않다. 예이츠는 1912년에 쓴 “코트”(A Coat) 및 다른 작품에서 자신이 “발가벗고 걸어다닌다”고 말하고 있다. 발가벗었다는 인식을 강력히 포착하려는 것은 블레이크(윌리엄 Blake) 시대 이후 대부분의 시인들의 주된 노력이었다.
시에 관한 윌리엄즈의 많은 금언들이 엘리엇이나 파운드가 한 것과 동일한 요점을 주장하고 있다. 그는《패터슨(Paterson)》에서 “언어가 낡았다”고 말하는데 파운드는 시편(Cantos)에서, 엘리엇은 네 사중주(Four Quartets)에서 같은 말을 했다. 그가 1913년에 《시(Poetry)》지의 편집자 해리에트 몬로(Harriet Monroe)에게 다음과 같이 말했을 때, 비록 그 자신은 그들과 반대 입장에 있다고 생각했으나, 크게 보아 그들과 같은 편에 속하고 있음을 보여주었다.

이제 삶은 예전의 순간에도 그랬듯이 인생을 파괴하는 어떤 순간에도 다른 무엇보다도 항상 새롭고 불규칙하다. 생생하게 되기 위해서 시는 그 속에 동일한 수준의 무엇, 제도 폐지의 어떤 기미, 그 속성이 만져보아서 알 수 없는 무엇, 절묘한 역전 등을 주입해야만 한다. 나는 현대시에 관하여 말하고 있는 것이다.

파운드는 비록 먼 과거의 많은 것들이 현대화될 수 있다는 자신의 믿음으로 인하여 윌리엄즈를 성가시게 하였지만, 똑같은 방식으로 “그것을 새롭게 하기”(making it new)를 주장했다.

### 저서
- 《자서전 Autobiography》(1951)
- 《In the Money》(1940)
- 《흰 노새 White Mule》(1937)
- 《폭력의 사용(The Use of Force)》

### 대표 시작
- The Red Wheel-Barrow - 붉은 손수레에
- Tract - 예법
- Spring and All - 봄 그리고 모든 것
- The Yachts - 요트
- Queen-Ann's-Lace - 야생 당근
- The Widow's Lament in Springtime - 봄철의 과부의 탄식
- The Great Figure - 큰 숫자
- Portrait of a Lady - 귀부인의 초상
- Burning the Christmas Greens - 크리스마스 초록 나무를 태우기

## 같이 보기
- 서사시

## 참고 문헌
- Cary Nelson. “American Literature Internet Site”. 2010년 4월 25일에 확인함.
- 윌리엄스, 윌리엄 C. Imaginations. ed. Webster Schott. New York: New Directions, 1970.
- Breslin, James E. B. 윌리엄 카를로스 윌리엄스. Minneapolis: UP, 1963.
- Nelson, Cary. 'The Fate of Gender in Modern American Poetry,' Marketing
- Modernisms: Self-Promotion, Canonization, and Rereading. ed. Kevin Dettmar and Stephen Watt. University of Michigan Press, 1996.
- http://www.english.uiuc.edu/maps/poets/s_z/윌리엄스/spring.htm%5B깨진+링크(과거+내용+찾기)%5D. (May 7, 2002).
- Kinnahan, Linda A. Poetics of the Feminine: Authority and Literary Tradition in
- 윌리엄 카를로스 윌리엄스, Mina Loy, Denise Levertov, and Kathleen Fraser.
- Cambridge UP. 1994.
- 이창배 전집 11권, 《현대 영미시감상2》 동국대학교 출판부 (2002)